# HD 97023
HD 97023 ( eller HR 4339) är en ensam stjärna i den södra delen av stjärnbilden Vattenormen. Den har en skenbar magnitud av ca 5,79 och är svagt synlig för blotta ögat där ljusföroreningar ej förekommer. Baserat på parallax enligt Gaia Data Release 2 på ca 8,9 mas, beräknas den befinna sig på ett avstånd på ca 366 ljusår (ca 112 parsek) från solen. Den rör sig bort från solen med en heliocentrisk radialhastighet på ca 1,3 km/s.

## Nomenklatur
HD 97023 betecknades som Beta Antliae av Lacaille, och Gould avsåg att behålla den i den konstellationen. Men IAU:s avgränsning av stjärnbilderna 1930 innebar att den överfördes till Vattenormen.

## Egenskaper
HD 97023 är en vit till blå stjärna i huvudserien av spektralklass A1 V Den har en massa som är ca 2,6 solmassor, en radie som är ca 3 solradier och har ca 72 gånger solens utstrålning av energi från dess fotosfär vid en effektiv temperatur av ca 9 100 K. Den misstänks vara en variabel stjärna av okänd typ och magnitud.